# Anubis hexastictus
Anubis hexastictus är en skalbaggsart som först beskrevs av Leon Fairmaire 1887.  Anubis hexastictus ingår i släktet Anubis och familjen långhorningar.
Artens utbredningsområde är:
- Malawi.
- Moçambique.
- Zimbabwe.

Inga underarter finns listade i Catalogue of Life.